# Windeltorte

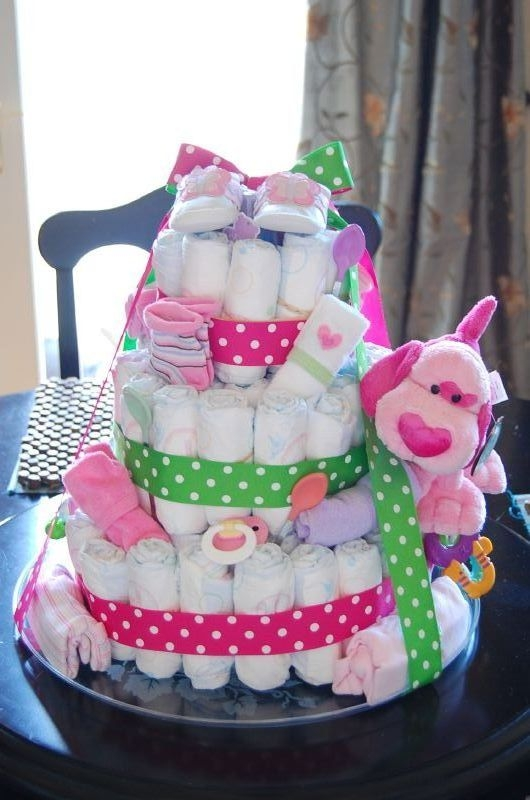
Eine typische, selbst gebastelte Windeltorte

Windeltorten bzw. englisch Diaper Cakes sind vor allem in den USA ein beliebtes Geschenk für werdende Mütter auf den sogenannten Baby showers (dt. Babyparty). Sie bestehen aus Windeln, die zusammengerollt und ähnlich einer Hochzeitstorte zusammengebunden sowie mit Baby-Utensilien „verziert“ werden. Mit dem Aufkommen der Babypartys in verschiedenen europäischen Ländern wurde dort diese Geschenkidee ebenfalls populär; im Deutschen werden Diaper Cakes meist Windeltorte genannt.

## Geschichte
In den USA wurden Diaper Cakes auf den in der zweiten Hälfte des 20. Jahrhunderts zunehmend populärer werdenden Baby showers zu einem oft anzutreffenden Geschenk mit hohem Aufmerksamkeitswert, nicht zuletzt gefördert durch dessen „Verwendung“ in Fernsehserien. So gehört zum Beispiel in der Fernsehserie Sex and the City, die erstmals von 1998 bis 2004 in den USA ausgestrahlt und inzwischen in vielen Ländern der Welt gezeigt wurde, ein Diaper Cake zu den herausragend verwendeten Requisiten in zwei verschiedenen Episoden, die jeweils eine Baby Shower thematisieren. Mittlerweile sind die (realen) Babypartys von schwangeren „Hollywood-Filmstars“ etc. ein beliebtes Thema der Boulevardpresse und in Lifestyle-Magazinen, wobei dann oft auch von der „obligatorischen Windeltorte“ berichtet wird, teils mit direktem Bezug auf das Sex and the City-Vorbild.
Im Zuge der Amerikanisierung der Alltagskultur in Deutschland und Europa wurden dort Babypartys ebenfalls zunehmend populär und sorgten für eine gleichermaßen zunehmende Bekanntheit von Diaper Cakes bzw. Windeltorten. Beispielsweise wird das „Basteln einer Windeltorte als Geschenk für eine schwangere Freundin“ in einer der „Alltagsgeschichten“ erwähnt, die im Rahmen eines gemeinsamen Projektes zur Alltagskultur von der Volkskundlichen Kommission für Westfalen und dem Seminar für Volkskunde/Europäische Ethnologie der Universität Münster im Jahr 2005 als autobiographische Materialien gesammelt und 2006 beim Münsteraner Waxmann Verlag veröffentlicht wurden.

## Erstellung, Entwicklung zum Handelsobjekt
Als Windeln werden meistens Einwegwindeln in Babygröße verwendet. Zu den üblichen Baby-Utensilien gehören unter anderem Spielwaren, Kleidung, Pflegeprodukte, Babyflaschen und Lätzchen. In den USA werden Diaper Cakes meist mit breiten Bändern aus Textilgewebe eingefasst, welche die gerollten Windeln verdecken, sowie oft speziellen Themen zugeordnet, wie Sport, Tiere, Hobby etc. In Deutschland werden die Windeltorten meistens nur mit Geschenkbändern verziert, die dann gleichzeitig die dahintergesteckten Baby-Utenlisien halten.
Nachdem sie ursprünglich als kreatives Geschenk von Freundinnen und Verwandten der werdenden Mutter selbst gebastelt wurden, gibt es „mittlerweile einen kleinen Markt für die besonderen Torten“. In den USA wurden im Zuge der gewachsenen Nachfrage die „Diaper Cake Businesses“ (dt. Windeltorten-Unternehmen) als eine mit geringem Aufwand zu realisierende Geschäftsidee für Internet-basierte Unternehmen propagiert. Diese Geschäftsidee hat inzwischen auch nach Europa bzw. Deutschland übergegriffen.
So sind im Internet sowohl Bastelanleitungen zu finden, als auch entsprechende Onlineshop-Angebote von speziellen Geschenk-Kleinherstellern bis hin zu Drogeriemarktketten.